# Zoarcidae
Zoarcidae é uma família de peixes da subordem Zoarcoidei.

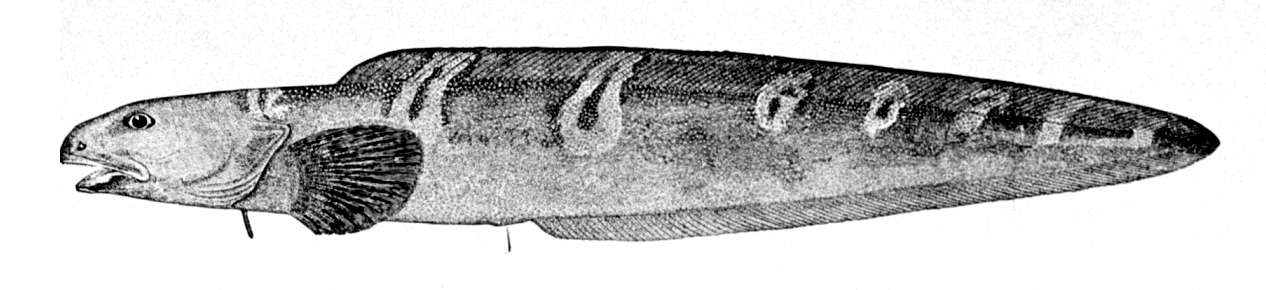
Lycodes esmarkii

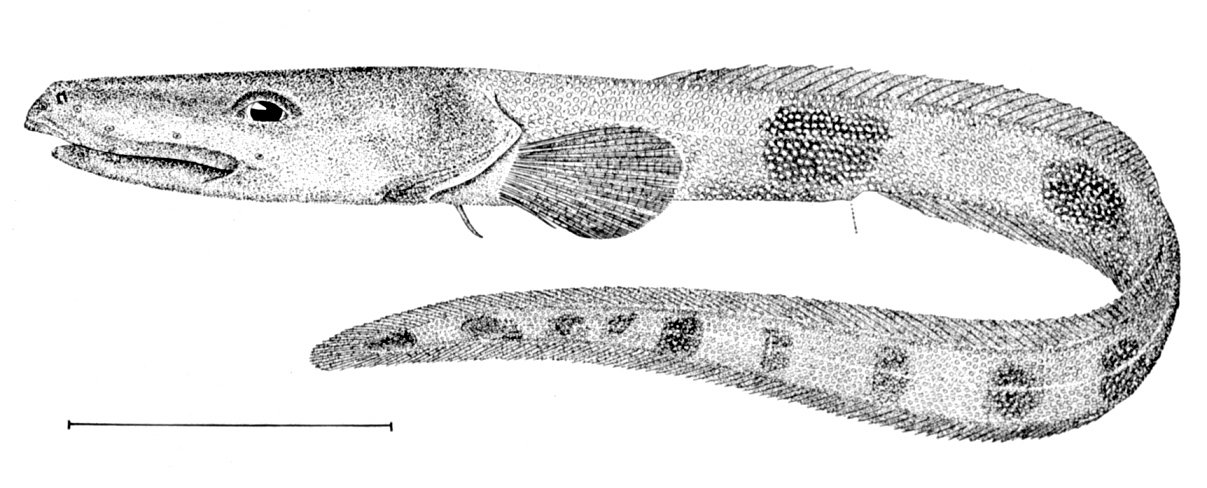
Lycenchelys verrillii

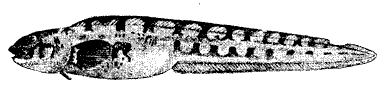
Zoarces viviparus

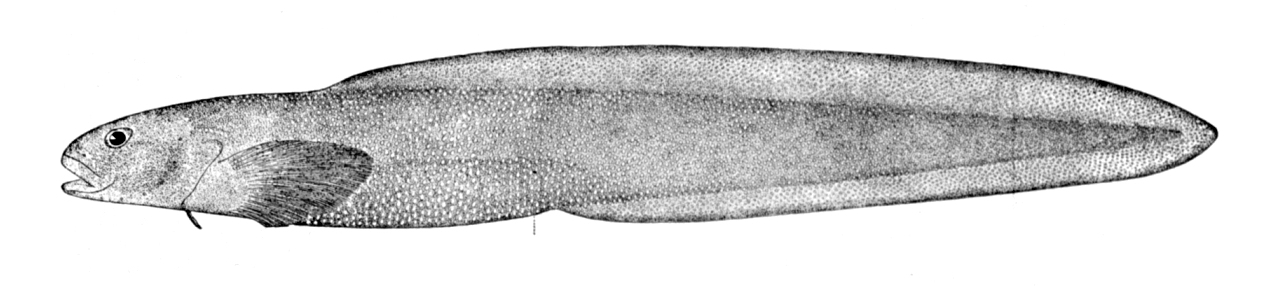
Lycodes frigidus

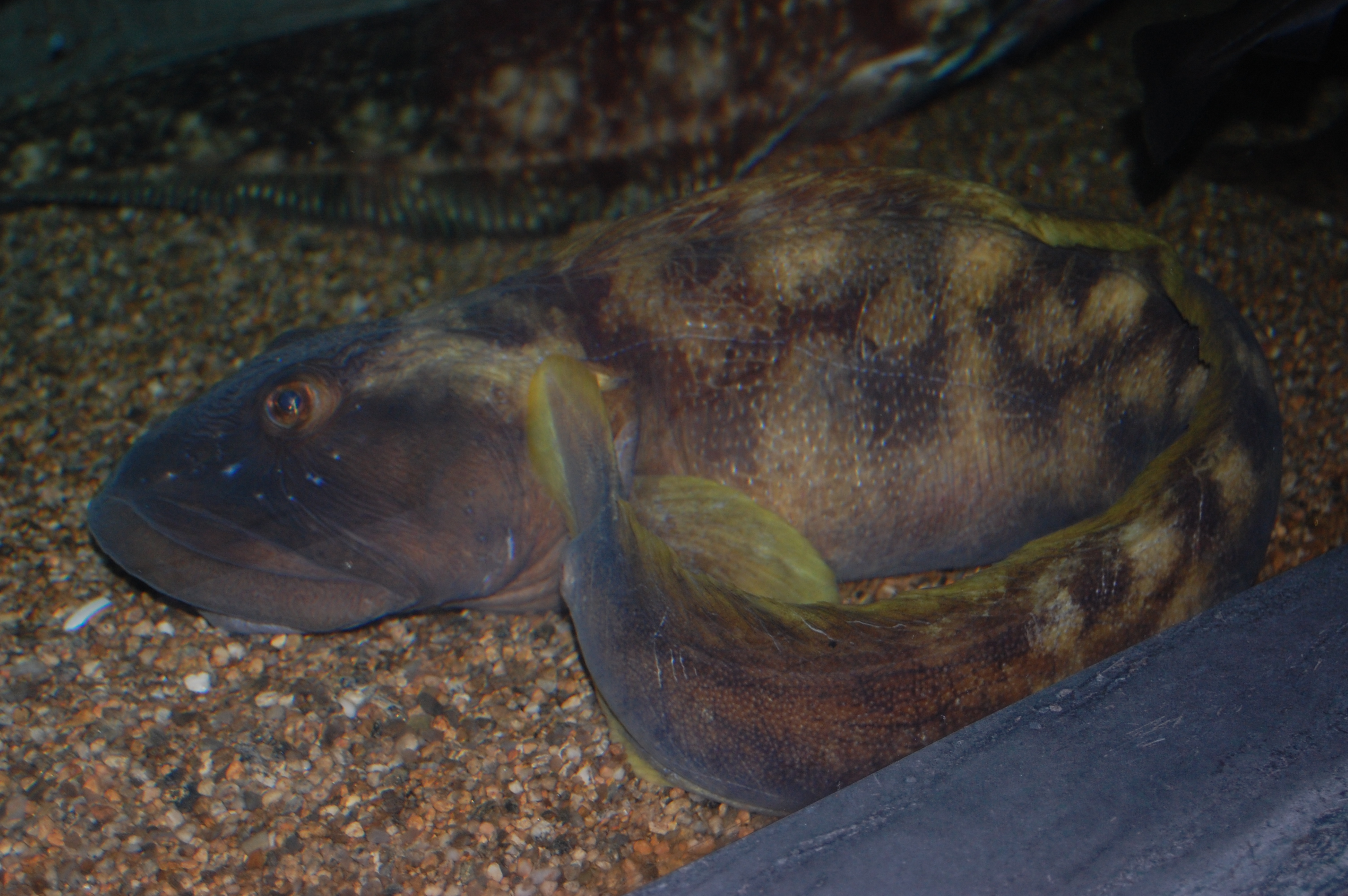
Zoarces americanus

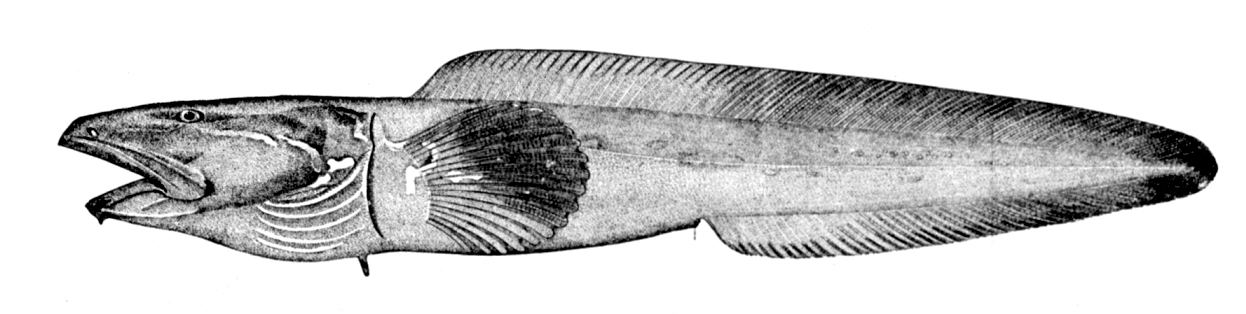
Lycodes mucosus

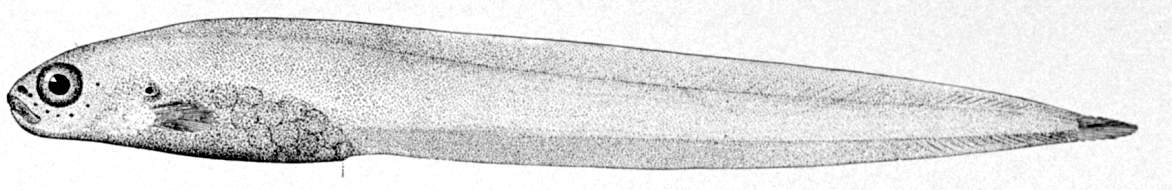
Melanostigma gelatinosum

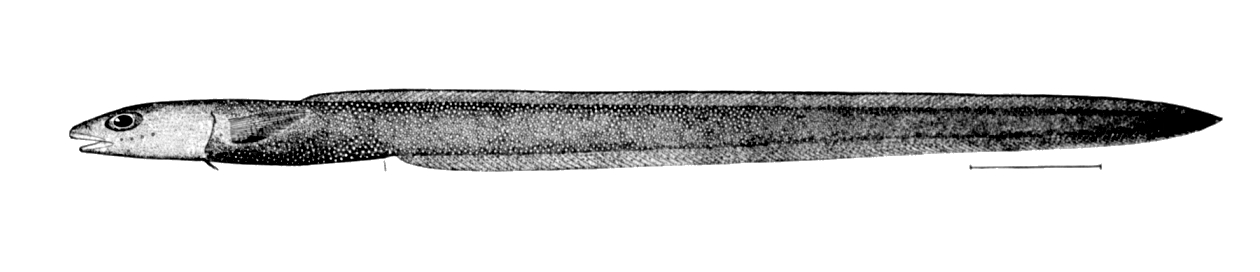
Lycenchelys paxillus

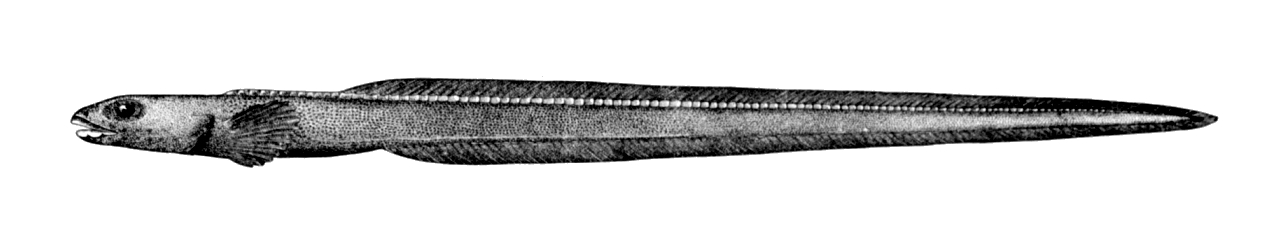
Lycodonus mirabilis

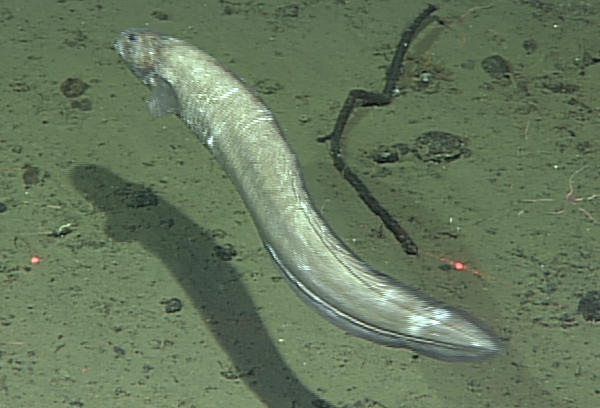
Exemplar do GéneroPachycara

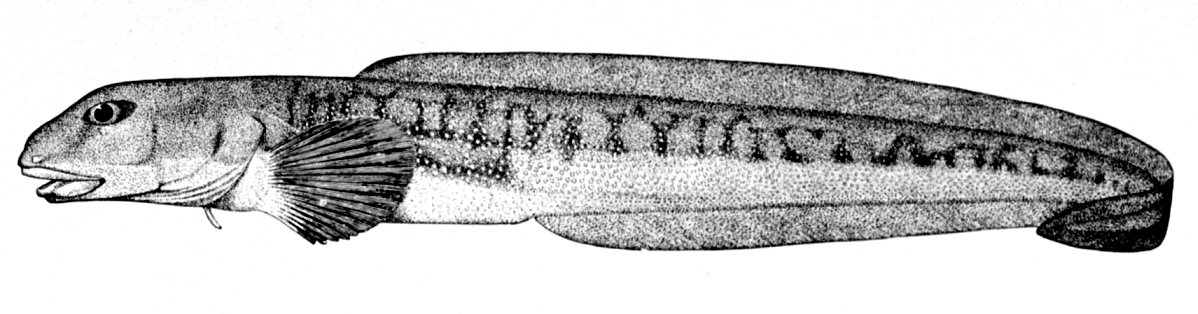
Lycodes vahlii

## Géneros
Existem cerca de 220 espécies agrupadas em cerca de 46 géneros:
- Aiakas (Gosztonyi, 1977)
- Andriashevia (Fedorov y Neyelov, 1978)
- Austrolycus (Regan, 1913)
- Bilabria (Schmidt, 1936)
- Bothrocara (Bean, 1890 )
- Bothrocarina (Suvorov, 1935)
- Crossostomus (Lahille, 1908)
- Dadyanos (Whitley, 1951)
- Davidijordania (Popov, 1931)
- Derepodichthys (Gilbert, 1896)
- Dieidolycus (Anderson, 1988)
- Eucryphycus (Anderson, 1988)
- Exechodontes (DeWitt, 1977)
- Gymnelopsis (Soldatov, 1922)
- Gymnelus (Reinhardt, 1834)
- Hadropareia (Schmidt, 1904)
- Hadropogonichthys (Fedorov, 1982)
- Iluocoetes (Jenyns, 1842)
- Japonolycodes (Shinohara, Sakurai and Machida, 2002)
- Krusensterniella (Schmidt, 1904)
- Letholycus (Anderson, 1988)
- Lycenchelys (Gill, 1884)
- Lycias
- Lycodapus (Gilbert, 1890)
- Lycodes (Reinhardt, 1831)
- Lycodichthys (Pappenheim, 1911)
- Lycodonus (Goode y Bean, 1883)
- Lycogrammoides (Soldatov y Lindberg, 1929)
- Lyconema (Gilbert, 1896)
- Lycozoarces (Popov, 1935)
- Maynea (Cunningham, 1871)
- Melanostigma (Günther, 1881)
- Nalbantichthys (Schultz, 1967)
- Notolycodes (Gosztonyi, 1977)
- Oidiphorus (McAllister y Rees, 1964)
- Opaeophacus (Bond y Stein, 1984)
- Ophthalmolycus (Regan, 1913)
- Pachycara (Zugmayer, 1911)
- Phucocoetes (Jenyns, 1842)
- Piedrabuenia (Gosztonyi, 1977)
- Plesienchelys (Anderson, 1988)
- Pogonolycus (Norman, 1937)
- Puzanovia (Fedorov, 1975)
- Pyrolycus (Machida y Hashimoto, 2002)
- Seleniolycus (Anderson, 1988)
- Taranetzella (Andriashev, 1952)
- Thermarces (Rosenblatt y Cohen, 1986)
- Zoarces (Cuvier, 1829)